# 金佛山荚蒾
金佛山荚蒾（学名：Viburnum chinshanense）是五福花科荚蒾属的植物，是中国的特有植物。分布于中国大陆的甘肃、陕西、贵州、云南、四川等地，生长于海拔100米至1,900米的地区，见于山坡疏林及灌丛中，目前尚未由人工引种栽培。

## 别名
金山荚蒾（拉汉种子植物名称） 贵州荚蒾（植物分类学）

## 异名
- Viburnum fallax auct. non Graebn.